# Premio Amanda 2004
La XX edizione del premio cinematografico norvegese premio Amanda (Amanda Awards in inglese) si tenne nel 2004.

## Vincitori
- Miglior film - Buddy
- Miglior film straniero - Il Signore degli Anelli - Il ritorno del re
- Miglior attore - Anders Baasmo Christiansen per Buddy
- Miglior attrice - Ane Dahl Torp per Svarte penger, hvite løgner
- Miglior film per ragazzi - Bare Bea
- Miglior sceneggiatura - Elsa Kvamme per Fia og klovnene
- Miglior serie TV - Svarte penger, hvite løgner
- Miglior debutto nordico - Teresa Fabik per Effetti pericolosi
- Premio onorario - Espen Skjønberg